# ناحیه ویسئو
ناحیه ویسئو (به پرتغالی: Distrito de Viseu) یک منطقهٔ مسکونی در پرتغال است که در منطقه مرکزی و منطقه شمالی واقع شده‌است. منطقه ویسئو ۵٬۰۰۷ کیلومتر مربع مساحت و ۳۹۴٬۹۲۷ نفر جمعیت دارد.